# Пушкин, Сергей Львович
 Серге́й Льво́вич Пу́шкин (23 мая [4 июня] 1770, Санкт-Петербург — 28 июня [10 июля] 1848, Москва) — отец Александра Пушкина, поэт-любитель.

## Биография
Сын Льва Александровича Пушкина (1723—1790) и его второй жены Ольги Васильевны, урождённой Чичериной (1737—1802). Получил домашнее воспитание на французский лад. Записанный сперва в армию, он в 1775 году был перезачислен в гвардию, а с 1777 по 1791 года числился сержантом Измайловского полка. Затем был произведён в прапорщики, а после и в капитан-поручики. До 16 сентября 1797 года служил в лейб-гв. егерском батальоне, откуда был уволен от службы «к статским делам» коллежским асессором.

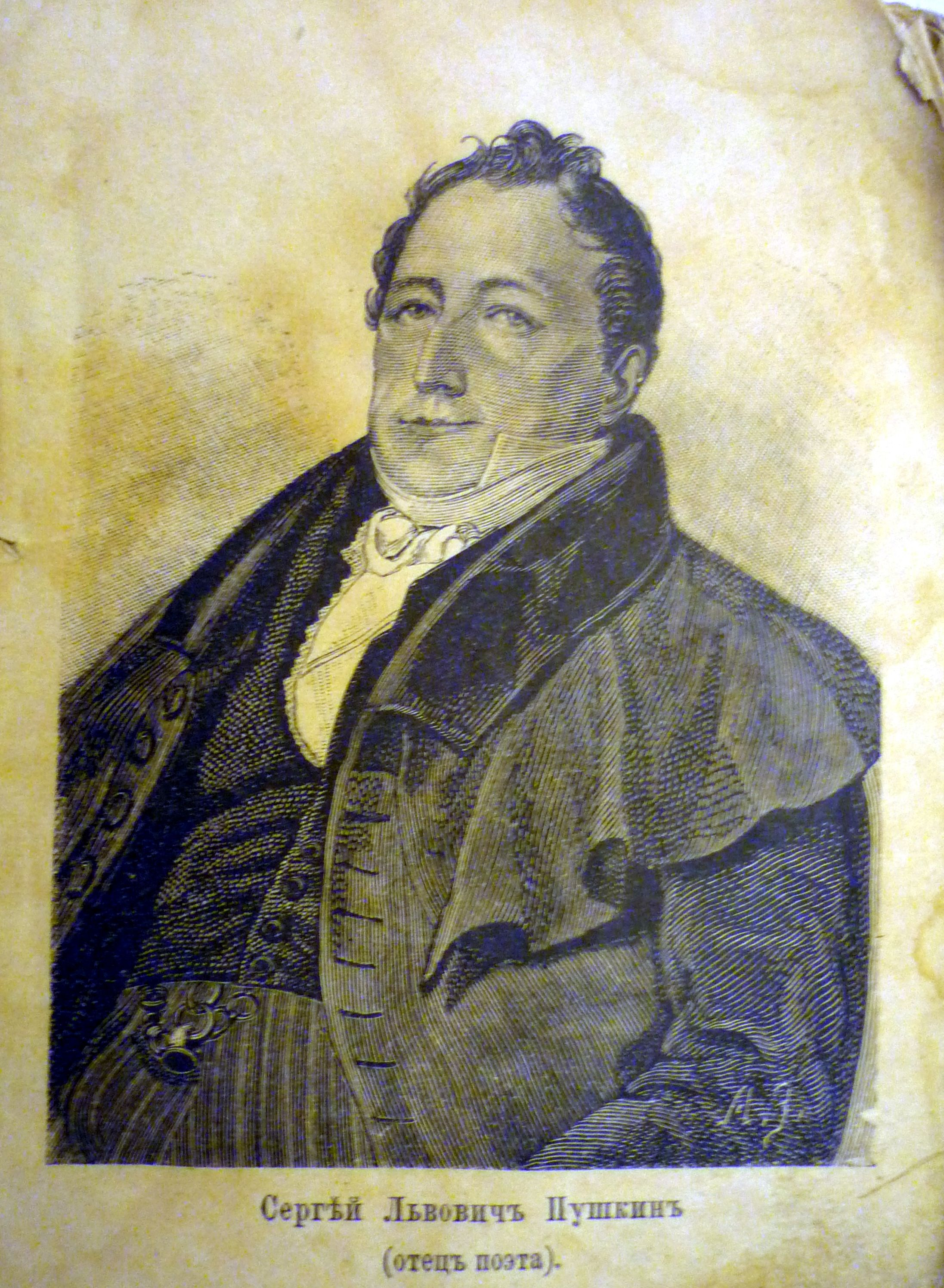
Сергей Львович Пушкин на гравюре К. Гампельна

В 1798 году переехал в Москву. Состоял в Комиссариатском штате, сперва в Москве (в это время родился его сын Александр). Был на службе в Комиссариатском депо, комиссионер 8-го класса с 1802 года, 7-го класса — с 1804 года («по рачительному исполнении должности»), военный советник 6-го класса с 25.6.1812. В 1811 году был награждён орденом св. Владимира 4-й степени. Затем в Варшаве был начальником Комиссариатской комиссии резервной армии. 12 января 1817 года был уволен от службы с чином 5-го класса.
В Варшаве в июле 1814 года вступил в Орден свободных каменщиков, в ложу «Северного Щита», к которой, пройдя четыре предварительных степени, был «присоединен» 10 октября 1817 года. Женился сравнительно молодым — ещё будучи офицером лейб-гв. егерского полка, — в Петербурге, в ноябре 1796 года, на Надежде Осиповне Ганнибал — своей троюродной племяннице, жившей тогда с матерью в Петербурге. Надежда Осиповна была дочерью Осипа Абрамовича Ганнибала, от брака его с Марьей Алексеевной Пушкиной.
«Был известен как остряк и человек необыкновенной находчивости. Писал стихи на французском языке, участвовал в спектаклях и хорошо декламировал». Владелец сёл Болдино и Кистенёво в Арзамасском уезде Нижегородской губернии.
Похоронен в Святогорском Успенском монастыре, могила утрачена.

## Семья

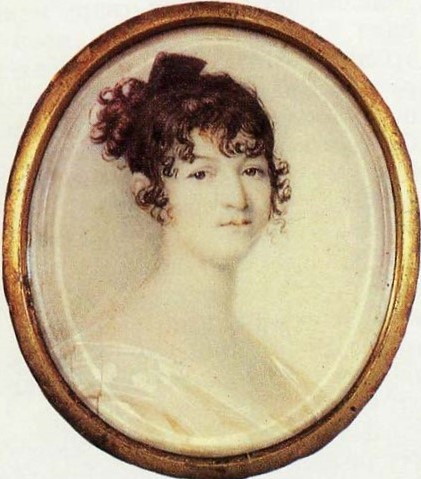
Надежда Осиповна Пушкина на портрете Ксавье де Местра

Жена — Надежда Осиповна Ганнибал (21 июня (2 июля) 1775, Суйда — 17 (29) марта 1836, Санкт-Петербург). «Прекрасная креолка». Единственная дочь родителей. Венчалась в церкви Суйды в конце сентября 1796 года. Владелица села Михайловского Псковской губернии. Дети:
- Ольга (01.12.1797, Москва — 14.05.1868, Санкт-Петербург), муж Н. И. Павлищев (1802—1879)
- Александр (06.06.1799, Москва — 10.02.1837, Санкт-Петербург)
- Николай (24.03.1801[6], Москва — 30.07.1807, Захарово Московской губернии, похоронен в Больших Вязёмах)
- Лев (29.04.1805[7], Москва — 31.07.1852, Одесса)
- Софья (06.01.1809 — 12.09.1810[8]), похоронена в Донском монастыре.
- Павел (16.07.1810 — 27.12.1810[9]), похоронен в Донском монастыре.
- Михаил (28.10.1811 — ?)
- Платон (14.11.1817, Санкт-Петербург — 18.10.1819, Михайловское), крещён в Покровско-Коломенской церкви Петербурга, восприемники — брат Лев и бабушка — вдова капитана, Мария Алексеевна Ганнибал.

## Круг общения
С детства был дружен со своими сводными двоюродными братьями Жеребцовыми и Лачиновыми, племянниками первой жены его отца, Марии Матвеевны Воейковой. Также всегда с теплотой и восхищением отзывался о своём сводном дяде — Владимире Сергеевиче Грушецком (сенаторе, действительном тайном советнике и герольдмейстере, из дворянского рода Грушецких), который часто бывал у них в доме. Владимир Грушецкий был женат на Анне Матвеевне Воейковой, сестре первой жены его отца, Льва Александровича.
Сергей Львович Пушкин так писал об этом (в журнале «Сын отечества»):

…Я в самом младенчестве помню брата её, Александра Матвеевича Воейкова, родного зятя её, Сергея Ивановича Грушецкого, племянников её Жеребцовых, Лачиновых. Все они так часто были у отца моего, не пропускали ни одного праздника, чтобы не приехать к нему по тогдашнему обычаю, с поздравлением как к старшему в семействе. — Сообразно ли это с сказанным в отрывке? — Я помню, что Владимир Сергеевич Грушецкой, сын Сергея Ивановича, скончавшийся только прошлого года сенатором в С.-Петербурге, всякое воскресенье с девяти часов утра уже был у отца моего в гвардейском унтер-офицерском мундире, которым я любовался. — Владимир Сергеевич напоминал мне пред самой почти кончиной, как часто он меня носил на руках.— С. Л. Пушкин — журналу «Сын отечества», 1840 год